# Eois
Eois (лат.) — род бабочек-пядениц из подсемейства мелкокрылых пядениц (Larentiinae). Включает около 250 видов.

## Распространение
Встречаются, главным образом, в Неотропике. Из 250 видов более 200 (>83 %) встречаются в Неотропическом регионе, 12 % — в Азиатско-Австралийском регионе и 5 % — в Африке. В Неотропическом регионе большинство видов (55 %) были описаны из тропических Анд (Колумбия, Эквадор, Перу и Боливия), за ними следуют Центральная Америка и Карибский бассейн (28 %), а также остальная часть Южной Америки (17 видов). Крупные регионы, такие как бассейн Амазонки, восточная часть Южной Америки, а также север Перу, сильно недопредставлены. Исследования регионального разнообразия доказывают, что влажные тропические Анды являются горячей точкой разнообразия рода. На лесном градиенте высот (1020—2670 м над уровнем моря) на юго-востоке Эквадора в настоящее время известно 154 морфовида, из которых описано только ≈12 %. Региональное видовое богатство в Центральной Америке ниже (Коста-Рика, 66 наблюдавшихся морфовидов по градиенту от 40 до 2730 м; описано ≈29 %).

## Описание
Бабочки мелких размеров, размах крыльев 12—20 мм. Форма и рисунок крыльев разнообразны: основной цвет жёлтый, зелёный или коричневый, некоторые с мелко сетчатой сеткой линий, некоторые с пятнами или полосами, а другие почти однородны по цвету. Гусеницы преимущественно зелёные, с коричневыми, красными или чёрными пятнами или полосами; другие полностью темные. У одних клад личинки удлинённые, прозрачно-зеленоватые, у других — толстые и ярко окрашенные; один вид даже имитирует птичий помет. Личинки имеют типичный геометрический план строения, со стройными телами, отсутствием ложноножек на 3—5 брюшных сегментах и небольшими изменениями основного рисунка щетинок, обнаруженных у других larentiines.

## Биология
Гусеницы Eois являются специализированными фитофагами кустарников и виноградных лоз Piperaceae (в основном рода Перец), и их диверсификация отражает существенную диверсификацию хозяев гусениц. Известно, что личинки Eois также питаются представителями семейства Хлорантовые, но из более чем 10 000 записей о выращивании в Коста-Рике, Эквадоре, Бразилии, Перу и Аргентине имеется менее 300 сообщений об этом семействе растений.

## Систематика
Род представляет собой одну из двух крупнейших таксономических групп (наряду с родом Eupithecia) подсемейства бабочек-пядениц Larentiinae и основу трибы Asthenini. Eois в 2002 году был исключён из Asthenini, но в 2011 снова включён в эту трибу.

### Классификация
Род был впервые выделен в 1818 году немецким натуралистом Якобом Хюбнером (1761—1826). Это крупнейший род трибы Asthenini, описано около 250 видов. Большинство видов Eois (82 %) были описаны между 1891 и 1920 годами; примерно половина всех видов всего двумя авторами: английским лепидоптерологом Уилямом Уорреном (1839—1914) и французским энтомологом Полем Догнином (1847—1931). Общее разнообразие рода оценивается в >1000 видов в Неотропическом регионе.
- E. abbreviata Dognin, 1906
- E. acerba Dognin, 1900
- E. adimaria Snellen, 1874
- E. agroica Dyar, 1913
- E. albigirisea Dognin, 1913
- E. albosignata Dognin, 1911
- E. alticola (Aurivillius, 1925)
- E. amarillada Dognin, 1893
- E. amaryllaria Schaus, 1901
- E. amydroscia Prout, 1922
- E. angulata Warren, 1904
- E. anisorrhopa Prout, 1933
- E. antiopata Warren, 1904
- E. apyraria Guenée, 1858
- E. arenacea Dognin, 1912
- E. atrostrigata Warren, 1894
- E. aurata Warren, 1897
- E. azafranata Dognin, 1893
- E. basaliata Warren, 1907
- E. batea Druce, 1892
- E. beebei Fletcher, 1952[3]
- E. bellissima Warren, 1904
- E. bifilata Warren, 1895
- E. binaria Guenée, 1858
- E. biradiata Dognin, 1910
- E. bitaeniata Prout, 1910
- E. bolana Dognin, 1899
- E. boliviensis Dognin, 1900
- E. borrata Dognin, 1893
- E. borratoides Prout, 1910
- E. brasiliensis Prout, 1933
- E. brunnea Warren, 1904
- E. brunneicosta Dognin, 1916
- E. burla Dognin, 1899
- E. camptographata Prout, 1922
- E. canariata Dognin, 1903
- E. cancellata Warren, 1906
- E. carmenata Druce, 1892
- E. carnata Druce, 1892
- E. carrasca Dognin, 1899
- E. cassandra Druce, 1892
- E. catana Druce, 1892
- E. cedon Druce, 1892
- E. cervina Warren, 1901
- E. cinerascens Warren, 1907
- E. ciocolatina Warren, 1907
- E. citriaria Schaus, 1912
- E. cobardata Dognin, 1893
- E. coerulea Warren, 1905
- E. cogitata Dognin, 1915
- E. coloraria Schaus, 1901
- E. commixta Warren, 1904
- E. concatenata Prout, 1910
- E. consocia Warren, 1897
- E. contractata Walker, 1861
- E. contraversa Warren, 1907
- E. costalaria Schaus, 1901
- E. cressigenes Prout, 1921
- E. crocina Schaus, 1912
- E. cymatodes Meyrick, 1886
- E. chasca Dognin, 1899
- E. chione Prout, 1933
- E. chrysocraspedata Warren, 1897
- E. decursaria Möschler, 1886
- E. deleta Schaus, 1912
- E. delicatula Warren, 1904
- E. diapsis Prout, 1932
- E. dibapha Schaus, 1912
- E. dione Schaus, 1912
- E. dissensa Schaus, 1912
- E. dissimilaris Moore, 1887
- E. diversicosta Prout, 1911
- E. dorisaria Schaus, 1913
- E. dryantis Schaus, 1912
- E. dryope Schaus, 1912
- E. elongata Schaus, 1912
- E. encina Dognin, 1899
- E. ephyrata Walker, 1863
- E. escamata Dognin, 1893
- E. expressaria Walker, 1861
- E. fasciata Warren, 1901
- E. filiferata Dognin, 1912
- E. flavata Warren, 1896
- E. flavifulva Warren, 1904
- E. flavotaeniata Warren, 1895
- E. fragilis Warren, 1900
- E. fucosa Dognin, 1912
- E. fulva Prout, 1910
- E. fulvicosta Dognin, 1912
- E. funiculata Warren, 1904
- E. furvibasis Dognin, 1913
- E. fuscicosta Dognin, 1912
- E. gemellaria Guenée, 1858
- E. glauculata Walker, 1863
- E. golosata Dognin, 1893
- E. goodmani Schaus, 1913
- E. grataria (Walker, 1861)
- E. griseicosta Warren, 1904
- E. guapa Schaus, 1912
- E. haematodes Warren, 1907
- E. haltima Schaus, 1901
- E. heliadaria Guenée, 1858
- E. hermosaria Schaus, 1901
- E. heza Dognin, 1899
- E. hocica Dognin, 1899
- E. hulaquina Dyar, 1914
- E. hyperythraria Guenée, 1858
- E. ignefumata Dognin, 1910
- E. imitata Warren, 1907
- E. impletaria Walker, 1866
- E. incandescens Herbulot, 1954
- E. inconspicua Warren, 1907
- E. inflammata Dognin, 1910
- E. ingrataria Warren, 1898
- E. innocens Warren, 1902
- E. insignata Walker, 1861
- E. insolens Warren, 1905
- E. insolita Dognin, 1913
- E. insueta Schaus, 1912
- E. intacta Warren, 1904
- E. internexa Dognin, 1910
- E. isabella Schaus, 1901
- E. isographata Walker, 1863
- E. jifia Dognin, 1899
- E. lavendula Warren, 1907
- E. lavinia Schaus, 1912
- E. laxipecten Herbulot, 2000
- E. leucampyx Prout, 1926
- E. lilacea Dognin, 1909
- E. lilacina Warren, 1904
- E. lineolata Warren, 1897
- E. lucivittata Warren, 1907
- E. lunatissima Schaus, 1915
- E. lunifera Dognin, 1912
- E. lunulosa Moore, 1887
- E. macrozeta Herbulot, 1988
- E. marcearia Guenée, 1858
- E. margarita Dognin, 1910
- E. mediogrisea Dognin, 1912
- E. mediostrigata Warren, 1907
- E. memorata Walker, 1861
- E. mexicaria Walker, 1866
- E. mictographa Prout, 1933
- E. mixosemia Prout, 1926
- E. multilunata Dognin, 1912
- E. multistrigaria Warren, 1901
- E. muscosa Dognin, 1910
- E. muscularia Dognin, 1900
- E. myrrha Schaus, 1912
- E. nacara Schaus, 1901
- E. naias Schaus, 1912
- E. neclas Druce, 1892
- E. necula Druce, 1892
- E. neutraria Guenée, 1858
- E. nigriceps Warren, 1907
- E. nigricosta Prout, 1926
- E. nigrinotata Warren, 1907
- E. nigriplaga Warren, 1897
- E. nigrosticta Warren, 1901
- E. noctilaria Schaus, 1901
- E. numeria Druce, 1892
- E. numida Druce, 1892
- E. nundina Druce, 1892
- E. nympha Schaus, 1912
- E. obada Druce, 1892
- E. obscura Dognin, 1909
- E. occia Druce, 1892
- E. odatis Druce, 1892
- E. olivacea Felder, 1875
- E. olivaria Schaus, 1901
- E. operbula Dyar, 1913
- E. ops Druce, 1892
- E. oressigenes Prout, 1921
- E. pallidicosta Warren, 1907
- E. pallidula Warren, 1896
- E. pararussearia Dognin, 1901
- E. paraviolascens Dognin, 1900
- E. parva Dognin, 1918
- E. paulona Schaus, 1927
- E. parumsimii Doan, 2024[3]
- E. percisa Warren, 1907
- E. perfusca Herbulot, 1988
- E. perstrigata Warren, 1907
- E. peruviensis Schaus, 1901
- E. phaneroscia Prout, 1922
- E. plana Dognin, 1918
- E. planetaria Warren, 1907
- E. planifimbria Prout, 1922
- E. platearia Schaus, 1901
- E. plicata Moore, 1888
- E. plumbacea Warren, 1894
- E. plumbeofusa Warren, 1901
- E. polycima West, 1930
- E. primularis Prout, 1922
- E. pseudobada Dognin, 1918
- E. pseudolivacea Doan, 2024[3]
- E. punctata Dognin, 1913
- E. punctifera Dognin, 1911
- E. pyrauges Prout, 1927
- E. quadrilatera Dognin, 1899
- E. rectifasciata Fletcher D. S., 1958
- E. reducta Herbulot, 1988
- E. relaxaria Snellen, 1874
- E. restrictata Warren, 1901
- E. reticulata Schaus, 1901
- E. roseocincta Warren, 1908
- E. rubiada Dognin, 1893
- E. rubicunda Dognin, 1912
- E. russearia Hübner, 180, 1818
- E. sagittaria Snellen, 1874
- E. sanguilinea Warren, 1895
- E. sanguilineata Warren, 1901
- E. saria Dyar, 1913
- E. scama Dognin, 1899
- E. semipicta Warren, 1897
- E. semirosea Dognin, 1913
- E. semirubra Warren, 1896
- E. seria Dognin, 1900
- E. serrilineata Prout, 1910
- E. signaria Schaus, 1901
- E. silla Dognin, 1899
- E. simulata Dognin, 1911
- E. singularia Schaus, 1901
- E. snellenaria Möschler, 1882
- E. sordida Warren, 1897
- E. stellataria Warren, 1907
- E. suarezensis Prout, 1923
- E. subangulata Walker, 1861
- E. subcrocearia Snellen, 1874
- E. subpallida Dognin, 1913
- E. subtectata Walker, 1861
- E. tegularia Guenée, 1857
- E. tertulia Dognin, 1893
- E. tessellata Warren, 1897
- E. thetisaria Schaus, 1913
- E. tiebaghi Holloway, 1979
- E. toporata Schaus, 1901
- E. trillista Warren, 1905
- E. trinotata Warren, 1895
- E. undulosaria Warren, 1897
- E. undulosata Warren, 1901
- E. veniliata Walker, 1861
- E. verisimilis Prout, 1922
- E. versata Walker, 1861
- E. vinosata Warren, 1907
- E. violada Dognin, 1899
- E. warreni Dognin, 1913
- E. xanthoperata Warren, 1897
- E. yvata Dognin, 1893
- E. zenobia Schaus, 1912
- E. zorra Dognin, 1896